# Bellac (tổng)
Tổng Bellac là một tổng của Pháp tọa lạc tại tỉnh Haute-Vienne trong vùng Nouvelle-Aquitaine của Pháp.

## Địa lý
Tổng này được tổ chức xung quanh Bellac trong quận Bellac. Độ cao khu vực này là 148 m (Saint-Bonnet-de-Bellac) đến 514 m (Blond) độ cao trung bình trên mực nước biển là 260 m.

## Hành chính
| Giai đoạn | Ủy viên              | Đảng | Tư cách          |
| --------- | -------------------- | ---- | ---------------- |
| 1998-2004 | Jean-François Perrin | PS   |                  |
| 2004-2011 | Jean-François Perrin | PS   | Thị trưởng Blond |

## Phân chia đơn vị hành chính
Tổng Bellac được chia thành 6 xã và khoảng 7 503 người (điều tra dân số năm 1999 không tính trùng dân số).
| Xã                      | Dân số | Mã bưu chính | Mã insee |
| ----------------------- | ------ | ------------ | -------- |
| Bellac                  | 4 576  | 87300        | 87011    |
| Blanzac                 | 414    | 87300        | 87017    |
| Blond                   | 677    | 87300        | 87018    |
| Peyrat-de-Bellac        | 1 104  | 87300        | 87116    |
| Saint-Bonnet-de-Bellac  | 517    | 87300        | 87139    |
| Saint-Junien-les-Combes | 215    | 87300        | 87155    |

## Thông tin nhân khẩu
| 1962                                                     | 1968  | 1975  | 1982  | 1990  | 1999  |
| -------------------------------------------------------- | ----- | ----- | ----- | ----- | ----- |
| 8 034                                                    | 8 854 | 8 643 | 8 121 | 7 930 | 7 503 |
| Nombre retenu à partir de 1962 : dân số không tính trùng |       |       |       |       |       |